# Juan Benítez
Juan Gabriel Benítez Mareco ist ein paraguayischer Fußballschiedsrichter.
Benítez leitet seit August 2016 Spiele in der paraguayischen Primera División. Bislang hatte er bereits über 170 Einsätze.
Seit 2019 steht Benítez auf der Liste der FIFA-Schiedsrichter und leitet internationale Fußballspiele. Seit 2019 leitet er Spiele in der Copa Sudamericana, seit 2020 in der Copa Libertadores (insgesamt 16 Einsätze). Bei der U-17-Südamerikameisterschaft 2019 in Peru leitete Benítez zwei Gruppenspiele.
Benítez wurde für die Copa América 2024 berufen.